# Litauische Vorentscheidung zum Eurovision Song Contest

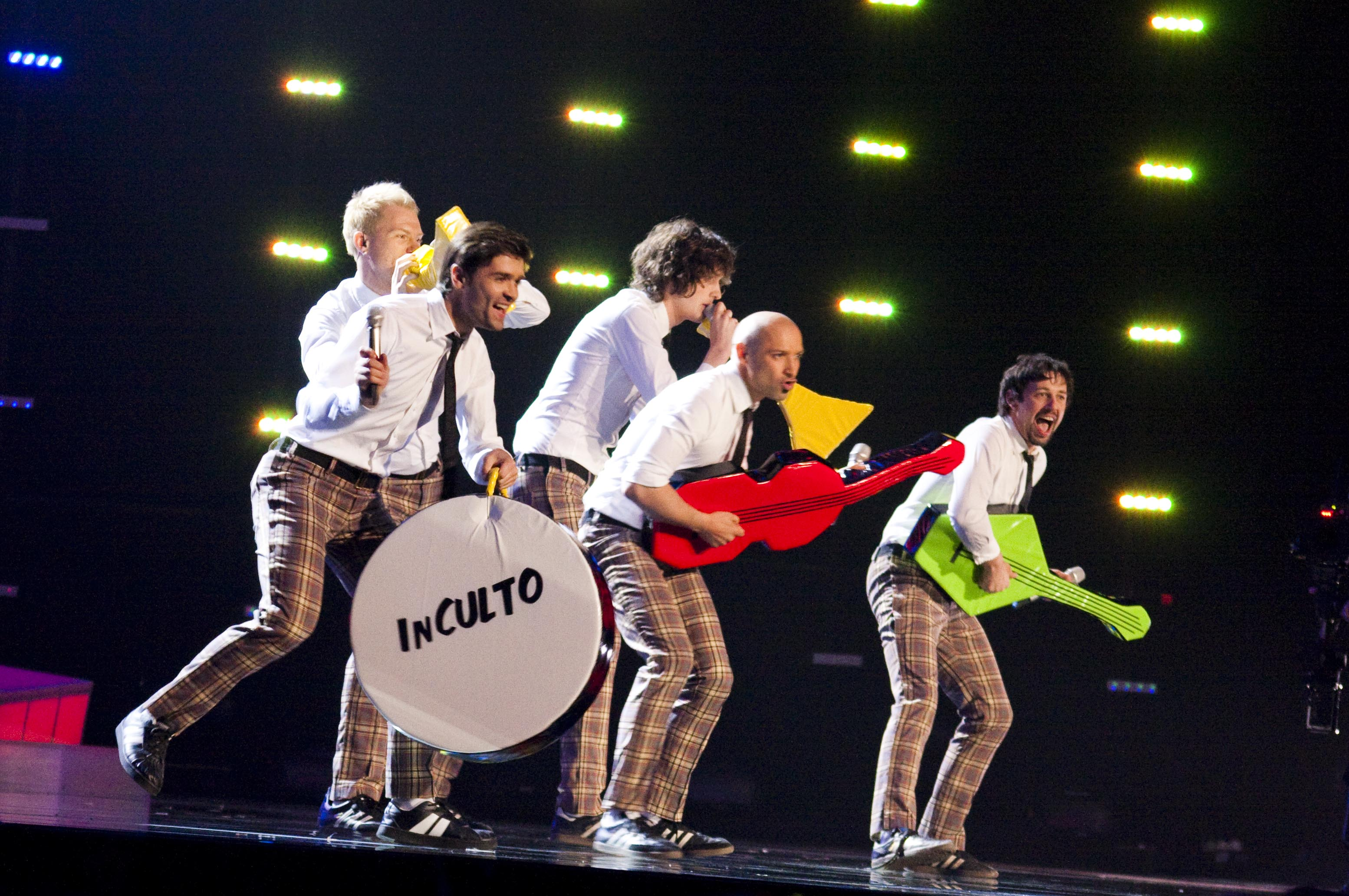
Inculto

Bei den litauischen Vorentscheidungen zum Eurovision Song Contest (ESC) wird der litauische Beitrag zu dem Wettbewerb der European Broadcasting Union (EBU) gewählt bzw. vorgestellt. Nachdem der Eurovisions-Wettbewerb 1956 gegründet worden war, fand in Litauen ab 1994 fast in jedem Frühjahr eine Vorentscheidung statt, die im Fernsehen übertragen wurde.

## Durchführung
Für die Organisation und Durchführung der litauischen Vorentscheidung ist der litauische Lietuvos radijas ir televizija (LRT) verantwortlich. 2017 fand die Finale in der Švyturio Arena in der litauischen Hafenstadt Klaipėda statt.